# Jevi

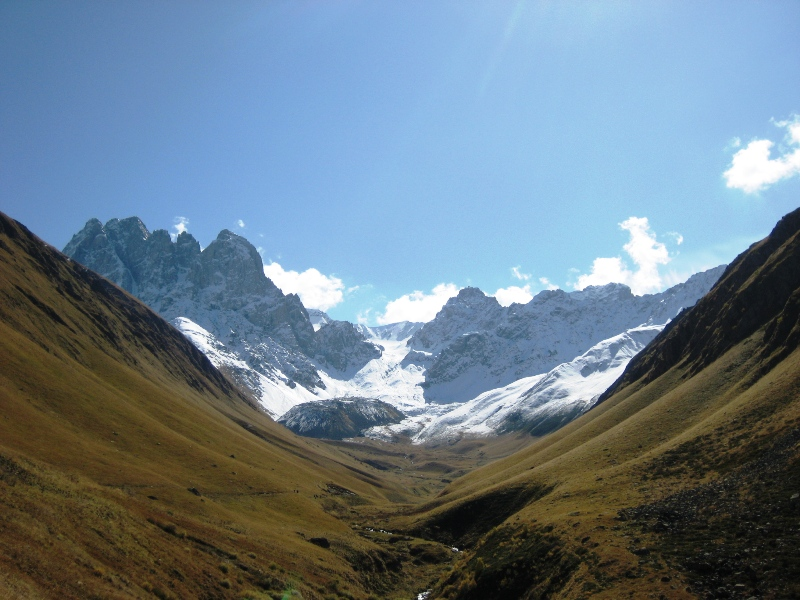
Área de Chauji, Jevi.

Jevi (en georgiano: ხევი) es una pequeña área histórico-geográfica en el noreste de Georgia. Está incluido en el actual distrito de Kazbegi, región de Mtsjeta-Mtianeti (mjare). Está situada en la ladera norte de las montañas del Gran Cáucaso y tiene tres desfiladeros en los ríos Truso, Tergi (Térek) y Snostsjali.
El paisaje de Jevi está dominado por praderas alpinas salpicadas de rododendros, pasos de montaña, cascadas y el monte Kazbek (conocido localmente como Mkinvartsveri, es decir, 'cubierto de hielo'), un volcán inactivo de 5.047 m de altura. La zona es un destino turístico muy popular. Forma parte de la proyectada reserva de la biosfera de Jevi-Aragvi. Entre los sitios culturales más importantes de Jevi se encuentran la iglesia de la Trinidad de Guergueti (siglo XIV), la iglesia de Garbani (siglos IX al X), la basílica de Sioni (siglo IX) y castillo, el complejo del monasterio de Betlemi (siglos IX al X) y la fortaleza de Sno.

## Historia
El nombre de esta provincia, que literalmente significa 'desfiladero', proviene del antiguo distrito altomedieval de Tsanareti, conocido en los anales georgianos como Tsanaretis Jevi, es decir, el desfiladero de Tsanar. La gente de Jevi son étnicamente georgianos conocidos como mojeves. La historia, las tradiciones y el estilo de vida de los mojeves son muy similares a los de otros habitantes de las montañas de Georgia Oriental. Desde la antigüedad, Jevi ha tenido una gran importancia estratégica y militar debido principalmente a su vecindad con el desfiladero de Darial, que conecta el norte del Cáucaso con Transcaucasia. Libres de las típicas relaciones feudales, vivían en una comunidad patriarcal gobernada por un jevisberi (es decir, un 'anciano del desfiladero') que ejercía como juez, sacerdote y líder militar. Las comunidades de la montaña de Jevi eran consideradas vasallas directas de la corona georgiana, excepto durante el período comprendido entre finales del siglo XVII y 1743, cuando la zona quedó bajo el control del semiautónomo ducado de Aragvi. La feroz resistencia ofrecida por los mojeve a los intentos de los señores aragvos se ha reflejado en gran medida en el folclore local y en la literatura clásica georgiana. 
El establecimiento del dominio ruso en Georgia (1801) fue recibido con hostilidad por los habitantes de las montañas que protagonizaron un levantamiento en 1804, que fue rápidamente reprimido por el ejército zarista. No obstante, los habitantes de Jevi conservaron sus tradiciones medievales y una forma única de sociedad hasta que la dureza del gobierno soviético obligó a cambiar su estilo de vida a través de continuas represiones, desplazando por la fuerza a varias familias a las tierras bajas.